# Autonomiczny Ogólnopolski Związek Zawodowy Pracowników Zatrudnionych u Pracodawców Spółek Grupy PKP S.A.
Autonomiczny Ogólnopolski Związek Zawodowy Pracowników Zatrudnionych u Pracodawców Spółek Grupy PKP S.A. zrzesza pracowników spółek grupy PKP S.A.

## Przewodniczący związku
- 2006-obecnie - Mirosława Elżbieta Strąk

## Siedziba
Zarząd Krajowy związku mieści się w kompleksie budynków - przed wojną: b. Dyrekcji Kolei Państwowych, po wojnie: najpierw Dyrekcji Okręgowej Kolei Państwowych, następnie Centralnej Dyrekcji Okręgowej Kolei Państwowych, zaś obecnie jednej ze spółek kolejowych: PKP Polskie Linie Kolejowe, nieopodal dworca Warszawa Wileńska.